# Мюленталь
Мюленталь (нем. Mühlental) — община в Германии, в земле Саксония. Подчиняется земельной дирекции Кемниц. Входит в состав района Фогтланд.  Население составляет 1563 человека (на 31 декабря 2010 года). Занимает площадь 39,56 км².
Коммуна подразделяется на 10 сельских округов.